# Uí Néill
Cette page explique l’histoire ou répertorie les différents membres de la famille O'Neill.
Pour les articles ayant des titres homophones, voir O'Neal et O'Neil.
Pour les articles homonymes, voir O'Neill et Neill.
Les Uí Néill /iː ˈnʲeːl̠ʲ/ étaient une grande dynastie irlandaise. Il signifiait les « descendants de Niall Noigiallach », et se rapportait à un groupe de parenté irlandais. Les Uí Néill n'étaient ni une tribu, ni une confédération de tribus, mais une dynastie, c'est-à-dire qu'ils étaient composés, dès le VIe siècle, de quelques douzaines de personnes réparties sur un vaste territoire au nord et au centre de l'Irlande. Ils devinrent à partir de la seconde moitié du VIe siècle la dynastie dominante de la moitié nord de l'Irlande. Ses diverses branches donnèrent un certain nombre de hauts rois d'Irlande entre les VIIe et XIe siècles.

## L'origine des Uí Néill
Les Uí Néill ont été abondamment décrits, bien plus que beaucoup de rois européens de cette époque. Mais la multitude des documents qui s'y rapportent sont constitués principalement de courts textes, d'auteurs inconnus et de dates douteuses. Aussi, connaît-on avec certitude peu de choses de cette dynastie.
Leur région originelle nous est inconnue. Les thèses d'Eoin MacNeill et de Francis John Byrne, qui ont soutenu qu'ils étaient originaires du Connacht et probablement de Sligo, sont maintenant plus largement acceptées que celles de T. F. O'Rahilly, qui pensait qu'ils étaient issus d'envahisseurs goïdéliques du Meath. 
Ils se réclamaient les descendants de Niall des neuf otages (Niall Noigiallach), Ard ri Érenn semi légendaire mort vers 405/453 ap. J.-C. et dont les fils sont considérés comme les ancêtres des clans (Cenél) historiques. 
|                 |                 |                 |                 |                 |                 |  |  |             |             |             |             |             |             |  |  |                |                |                |                |                |                |  |  |                |                |                |                |                |                |  |  | Niall Noigiallach fl. vers 450   |                                  |                                  |                                  |                                  |                                  |  |  |                 |                 |                 |                 |                 |                 |  |  |                    |                    |                    |                    |                    |                    |  |  |              |              |              |              |              |              |  |  |  |  |  |  |  |  |  |  |  |  |  |  |  |  |  |  |  |  |  |  |  |  |  |  |  |  |  |  |  |  |  |  |  |  |  |  |  |  |  |  |  |  |  |  |  |  |  |  |  |  |
|                 |                 |                 |                 |                 |                 |  |  |             |             |             |             |             |             |  |  |                |                |                |                |                |                |  |  |                |                |                |                |                |                |  |  |                                  |                                  |                                  |                                  |                                  |                                  |  |  |                 |                 |                 |                 |                 |                 |  |  |                    |                    |                    |                    |                    |                    |  |  |              |              |              |              |              |              |  |  |  |  |  |  |  |  |  |  |  |  |  |  |  |  |  |  |  |  |  |  |  |  |  |  |  |  |  |  |  |  |  |  |  |  |  |  |  |  |  |  |  |  |  |  |  |  |  |  |  |  |
|                 |                 |                 |                 |                 |                 |  |  |             |             |             |             |             |             |  |  |                |                |                |                |                |                |  |  |                |                |                |                |                |                |  |  |                                  |                                  |                                  |                                  |                                  |                                  |  |  |                 |                 |                 |                 |                 |                 |  |  |                    |                    |                    |                    |                    |                    |  |  |              |              |              |              |              |              |  |  |  |  |  |  |  |  |  |  |  |  |  |  |  |  |  |  |  |  |  |  |  |  |  |  |  |  |  |  |  |  |  |  |  |  |  |  |  |  |  |  |  |  |  |  |  |  |  |  |  |  |
| Coirpre fl. 500 | Coirpre fl. 500 | Coirpre fl. 500 | Coirpre fl. 500 | Coirpre fl. 500 | Coirpre fl. 500 |  |  | Maine †440  | Maine †440  | Maine †440  | Maine †440  | Maine †440  | Maine †440  |  |  | Fiachu fl. 510 | Fiachu fl. 510 | Fiachu fl. 510 | Fiachu fl. 510 | Fiachu fl. 510 | Fiachu fl. 510 |  |  | Lóegaire †462  | Lóegaire †462  | Lóegaire †462  | Lóegaire †462  | Lóegaire †462  | Lóegaire †462  |  |  | Conall Cremthainne †480          | Conall Cremthainne †480          | Conall Cremthainne †480          | Conall Cremthainne †480          | Conall Cremthainne †480          | Conall Cremthainne †480          |  |  | Éogan †465      | Éogan †465      | Éogan †465      | Éogan †465      | Éogan †465      | Éogan †465      |  |  | Conall Gulban †464 | Conall Gulban †464 | Conall Gulban †464 | Conall Gulban †464 | Conall Gulban †464 | Conall Gulban †464 |  |  | Éndae        | Éndae        | Éndae        | Éndae        | Éndae        | Éndae        |  |  |  |  |  |  |  |  |  |  |  |  |  |  |  |  |  |  |  |  |  |  |  |  |  |  |  |  |  |  |  |  |  |  |  |  |  |  |  |  |  |  |  |  |  |  |  |  |  |  |  |  |
| Coirpre fl. 500 | Coirpre fl. 500 | Coirpre fl. 500 | Coirpre fl. 500 | Coirpre fl. 500 | Coirpre fl. 500 |  |  | Maine †440  | Maine †440  | Maine †440  | Maine †440  | Maine †440  | Maine †440  |  |  | Fiachu fl. 510 | Fiachu fl. 510 | Fiachu fl. 510 | Fiachu fl. 510 | Fiachu fl. 510 | Fiachu fl. 510 |  |  | Lóegaire †462  | Lóegaire †462  | Lóegaire †462  | Lóegaire †462  | Lóegaire †462  | Lóegaire †462  |  |  | Conall Cremthainne †480          | Conall Cremthainne †480          | Conall Cremthainne †480          | Conall Cremthainne †480          | Conall Cremthainne †480          | Conall Cremthainne †480          |  |  | Éogan †465      | Éogan †465      | Éogan †465      | Éogan †465      | Éogan †465      | Éogan †465      |  |  | Conall Gulban †464 | Conall Gulban †464 | Conall Gulban †464 | Conall Gulban †464 | Conall Gulban †464 | Conall Gulban †464 |  |  | Éndae        | Éndae        | Éndae        | Éndae        | Éndae        | Éndae        |  |  |  |  |  |  |  |  |  |  |  |  |  |  |  |  |  |  |  |  |  |  |  |  |  |  |  |  |  |  |  |  |  |  |  |  |  |  |  |  |  |  |  |  |  |  |  |  |  |  |  |  |
|                 |                 |                 |                 |                 |                 |  |  |             |             |             |             |             |             |  |  |                |                |                |                |                |                |  |  |                |                |                |                |                |                |  |  |                                  |                                  |                                  |                                  |                                  |                                  |  |  | Cenél nEógain . | Cenél nEógain . | Cenél nEógain . | Cenél nEógain . | Cenél nEógain . | Cenél nEógain . |  |  | Cenél Conaill      | Cenél Conaill      | Cenél Conaill      | Cenél Conaill      | Cenél Conaill      | Cenél Conaill      |  |  | Cenél nÉndai | Cenél nÉndai | Cenél nÉndai | Cenél nÉndai | Cenél nÉndai | Cenél nÉndai |  |  |  |  |  |  |  |  |  |  |  |  |  |  |  |  |  |  |  |  |  |  |  |  |  |  |  |  |  |  |  |  |  |  |  |  |  |  |  |  |  |  |  |  |  |  |  |  |  |  |  |  |
| Cenél Coirpri   | Cenél Coirpri   | Cenél Coirpri   | Cenél Coirpri   | Cenél Coirpri   | Cenél Coirpri   |  |  | Cenél Maine | Cenél Maine | Cenél Maine | Cenél Maine | Cenél Maine | Cenél Maine |  |  | Cenél Fiachach | Cenél Fiachach | Cenél Fiachach | Cenél Fiachach | Cenél Fiachach | Cenél Fiachach |  |  | Cenél Lóegairi | Cenél Lóegairi | Cenél Lóegairi | Cenél Lóegairi | Cenél Lóegairi | Cenél Lóegairi |  |  | Síl nÁedo Sláine & Clan Cholmáin | Síl nÁedo Sláine & Clan Cholmáin | Síl nÁedo Sláine & Clan Cholmáin | Síl nÁedo Sláine & Clan Cholmáin | Síl nÁedo Sláine & Clan Cholmáin | Síl nÁedo Sláine & Clan Cholmáin |  |  | Cenél nEógain . | Cenél nEógain . | Cenél nEógain . | Cenél nEógain . | Cenél nEógain . | Cenél nEógain . |  |  | Cenél Conaill      | Cenél Conaill      | Cenél Conaill      | Cenél Conaill      | Cenél Conaill      | Cenél Conaill      |  |  | Cenél nÉndai | Cenél nÉndai | Cenél nÉndai | Cenél nÉndai | Cenél nÉndai | Cenél nÉndai |  |  |  |  |  |  |  |  |  |  |  |  |  |  |  |  |  |  |  |  |  |  |  |  |  |  |  |  |  |  |  |  |  |  |  |  |  |  |  |  |  |  |  |  |  |  |  |  |  |  |  |  |
| Cenél Coirpri   | Cenél Coirpri   | Cenél Coirpri   | Cenél Coirpri   | Cenél Coirpri   | Cenél Coirpri   |  |  | Cenél Maine | Cenél Maine | Cenél Maine | Cenél Maine | Cenél Maine | Cenél Maine |  |  | Cenél Fiachach | Cenél Fiachach | Cenél Fiachach | Cenél Fiachach | Cenél Fiachach | Cenél Fiachach |  |  | Cenél Lóegairi | Cenél Lóegairi | Cenél Lóegairi | Cenél Lóegairi | Cenél Lóegairi | Cenél Lóegairi |  |  | Síl nÁedo Sláine & Clan Cholmáin | Síl nÁedo Sláine & Clan Cholmáin | Síl nÁedo Sláine & Clan Cholmáin | Síl nÁedo Sláine & Clan Cholmáin | Síl nÁedo Sláine & Clan Cholmáin | Síl nÁedo Sláine & Clan Cholmáin |  |  |                 |                 |                 |                 |                 |                 |  |  |                    |                    |                    |                    |                    |                    |  |  |              |              |              |              |              |              |  |  |  |  |  |  |  |  |  |  |  |  |  |  |  |  |  |  |  |  |  |  |  |  |  |  |  |  |  |  |  |  |  |  |  |  |  |  |  |  |  |  |  |  |  |  |  |  |  |  |  |  |
|                 |                 |                 |                 |                 |                 |  |  |             |             |             |             |             |             |  |  | O'Neill du Sud | O'Neill du Sud | O'Neill du Sud | O'Neill du Sud | O'Neill du Sud | O'Neill du Sud |  |  |                |                |                |                |                |                |  |  |                                  |                                  |                                  |                                  |                                  |                                  |  |  |                 |                 |                 |                 |                 |                 |  |  | O'Neill du Nord    | O'Neill du Nord    | O'Neill du Nord    | O'Neill du Nord    | O'Neill du Nord    | O'Neill du Nord    |  |  |              |              |              |              |              |              |  |  |  |  |  |  |  |  |  |  |  |  |  |  |  |  |  |  |  |  |  |  |  |  |  |  |  |  |  |  |  |  |  |  |  |  |  |  |  |  |  |  |  |  |  |  |  |  |  |  |  |  |
|                 |                 |                 |                 |                 |                 |  |  |             |             |             |             |             |             |  |  | O'Neill du Sud | O'Neill du Sud | O'Neill du Sud | O'Neill du Sud | O'Neill du Sud | O'Neill du Sud |  |  |                |                |                |                |                |                |  |  |                                  |                                  |                                  |                                  |                                  |                                  |  |  |                 |                 |                 |                 |                 |                 |  |  | O'Neill du Nord    | O'Neill du Nord    | O'Neill du Nord    | O'Neill du Nord    | O'Neill du Nord    | O'Neill du Nord    |  |  |              |              |              |              |              |              |  |  |  |  |  |  |  |  |  |  |  |  |  |  |  |  |  |  |  |  |  |  |  |  |  |  |  |  |  |  |  |  |  |  |  |  |  |  |  |  |  |  |  |  |  |  |  |  |  |  |  |  |

Des traditions littéraires ultérieures affirment que trois des fils de Niall, Eógan, Conall Gulban et Énna conquirent Donegal au Ve siècle. Leurs descendants, respectivement les Cenél nEógain, les Cenél Conaill et les Cenél nÉnnai, formèrent le groupe dit des Uí Néill du nord. Des fils moins connus de Niall, Coipre, Maine et Fíachu, auraient pris aux Laigin le Westmeath et Longford au Ve siècle. Pourtant les dirigeants ultérieurs des Uí Néill du sud, les Síl nÁedo Sláine dans le Meath et le Clan Cholmáin dans le Westmeath, prétendirent descendre de Diarmait mac Cerball, un arrière-petit-fils de Niall par Conall Cremthainne.
Le nom de famille O'Neill provient d'un de ces descendants, Niall Glúndub Ua Néill du Cénél nÉogain, Ard ri Érenn tué en combattant les Vikings en 919. Ses descendants auraient été les premiers à employer comme patronyme le nom d'O'Neill qui était le titre traditionnel de cette famille. Pendant la période anglo-normande ce titre a été considéré par beaucoup comme celui du légitime Ard ri Érenn.
Les représentants des Uí Néill du Nord et des Uí Néill de Sud portèrent alternativement pendant 6 siècles le titre plus théorique que réel d'Ard ri Érenn et occupèrent le royaume de Tara. 

### L'ascension des Uí Néill
La première indication de l'étendue de leurs territoires nous vient de sources datant du VIIe siècle, qui indiquent que Lóegaire mac Néill, haut-roi du Ve siècle, était roi de Tara, pendant que son frère Fíachu dominait Uisnech dans le comté de Westmeath, son frère Conall Gulban était à la tête de Barnesmore dans le comté de Donegal, et enfin que ses frères Conall Cremthainne et Coirpre dirigeaient la région de Tailtiu, dans le comté de Meath.
Aux VIIe et VIIIe siècles, leurs territoires formaient un vaste arc, s'étendant depuis Inishowen au nord-ouest jusqu'aux régions côtières du nord de Dublin, à l'est des Midlands. Les descendants de Niall avaient donc prospéré de façon étonnante, car il est vraisemblable que Niall lui-même n'ait régné que sur un « túath » ordinaire. À cause de la pauvreté et de la valeur douteuse des témoignages qui nous restent, rien n'explique cette soudaine expansion, qui s'est probablement déroulée entre les années 470 et 535. Pour illustrer l'obscurité de l'origine et la vitesse de l'expansion, John V. Kelleher a comparé les Uí Néill de cette époque à « une seiche jaillissant de son nuage d'encre ».
T. S. Charles Edwards propose comme explication la conquête initiale des Midlands par Coirpre et Fiachu, agissant plus comme des chefs de guerre, à la tête de soldats réguliers et d'auxiliaires issus des tribus conquises, que comme des souverains. Selon Dáibhí Ó Cróinín, les territoires conquis étaient redistribués par larges zones entre les fils de Niall, brisant ainsi le vieux modèle des royautés tribales qui existait avant eux. Enfin leurs conquêtes furent consolidées par la victoire décisive de Túathal Máelgarb sur les Cíannacht Breg de Brega en 535, permettant à son parent, Diarmait mac Cerbaill, et à ses descendants d'en exploiter les bénéfices.
Le manque de renseignements fiables sur les Uí Néill a entretenu l'idée qu'ils formaient un groupe uni. Les annales irlandaises ont cependant mis en avant davantage leurs conflits internes que leurs actions concertées. Les différents témoignages indiquent que leur objectif primordial était la suprématie régionale. La domination d'un souverain unique sur l'ensemble des territoires des Uí Néill s'est rarement, et peut-être même jamais, réalisée.
Des annales, prétendument du VIe siècle mais datées linguistiquement du IXe siècle, désignent Diarmait comme étant le roi d'Irlande qui se battit contre les Uí Néill du nord à Cúl Dreimne, près de Benbulben, dans le comté de Sligo. Cette division entre les Uí Néill du nord et ceux du sud illustra les évolutions, qui débutèrent au VIIIe siècle, quand le Clann Cholmáin et les Cenél nEógain cherchèrent chacun à s'emparer de la royauté suprême.

### Uí Néill du Nord
Selon la tradition au Ve siècle, Éogan et Conall Gulban, fils de l'Ard ri Érenn Niall Noigiallach s'emparèrent des districts du nord et de l'ouest de l'ancien royaume d'Ulaid. Le territoire d'Éogan prit le nom de Tir-Eoghain (anglais: Tyrone) et les descendants de ce personnage celui de Cenél nEógain et plus tard ceux de Ua Neill (O'Neill) et de Mac Lochlainn (Mac Loughlin).
Les O'Neill résidèrent d'abord à Ailech, mais cette ville ayant été détruite en 1101 par Muircheartach Ua Briain roi de Munster ils allèrent s'établir à Dungannon. Ils se donnèrent le nom de « roi d'Irlande » et continuellement en guerre contre les Anglais ils surent se maintenir jusqu'au commencement du XVIIe siècle. En 1603 Hugh O'Neill, 2e comte de Tyrone se soumit à l'Angleterre, mais il fut obligé de quitter l'Irlande en 1607 (Fuite des comtes) et mourut en exil à Rome en 1616. Ses domaines furent partagés entre des colons, protestants anglais et écossais, dans le cadre des "Plantations" organisées par le roi Jacques Ier d'Angleterre.
Une branche cadette de la famille des Ua Neill, les « Clan Aodha Bhuidhe » (anglais Clandeboye ou Clannaboy) se perpétua de 1347 à 1553 avant de se scinder entre les O'Neill d'Upper Clandeboye (irlandais "Mac Ui Neill Bhuidhe Uachtar") (1553-1619) et les O'Neill de Lower Clandeboye (irlandais "Mac Ui Neill Bhuidhe Iochtar") (1553-1617). Un rameau de cette famille fut rangé en 1793 parmi la noblesse anglo-irlandaise avec le titre de baron O'Neill. Ce titre de baron fut changé en 1795 en celui de vicomte et en 1800 en celui de comte.
La partie de l'ancien royaume d'Ulaid conquise par Conall Gulban fut appelée Tir-Conaill (anglais: Tyrconnel) et ses descendants prirent le nom de Cenél Conaill. Les différentes branches de la famille de Conall prirent plus tard les noms de Ua Domhnaill (O'Donnel), Ua Maoldoraidh (O'Muldory), Ua Canannain (O'Canannan) et Ua Dochartaigh (O'Doherty).
Ruaidhri Ua Domhnaill dut comme Ua Neill quitter l'Irlande en 1607 lors de la Fuite des comtes et mourut à Rome en 1608. Une branche des Ua Domhnaill fut cependant admise en 1780 dans la noblesse anglo-irlandaise avec le titre de baron O'Donnel.

### Uí Néill du Sud
Toujours selon la tradition, le royaume de Mide échut au milieu du Ve siècle à Conall Cremthainne, autre fils, de l'Ard ri Érenn, Niall Noigiallach. Les descendants de ce prince se divisèrent entre :
le Síl nÁedo Sláine issus de l'Ard ri Érenn Áed Sláine mort en 604 qui régnèrent à l'est sur le royaume de Brega, lui-même ensuite divisé entre le Nord-Brega ou royaume de Knowth (irlandais Cnogba) et le Sud-Brega ou royaume de Lagore (irlandais Loch Gabhair). 
le Clan Cholmáin issu Colmán Már (mort vers 555/558) demi-frère de l'Ard ri Érenn  qui régnèrent sur le royaume de Mide à l'ouest et dont les descendants prirent le nom de Ua Máel Sechlainn (O'Melaghlin).
À l'époque de l'intervention anglo-normande Domnall Bregach Ua Máel Sechlainn (i.e de Brega) est le dernier roi de Brega et de Mide car après sa mort en 1173 le pays tomba au pouvoir de Hugues de Lacy et forma la partie la plus importante du Pale. Les Ua Maolseachnaill continuèrent toutefois jusqu'au XVe siècle à se donner le titre de roi de Mide.

### Sources
- (en) Ouvrage collectif sous la direction d'Edel Bhreathnach The kingdom and landscape of Tara Four Courts Press for The Discovery Programme Dublin (2005)  (ISBN 1851829547). Tables 2 page 342-343 Historical Connachta et Early Ui Neill, Table 3 pages 344-345 Clan Cholmain, Table 4 pages 346-347 Sil Aedo Slaine, Table 5 pages 348-349 Cenél nÉogain, Table 6 pages 350-351 Cenél Conaill.
- (en) Francis John Byrne, Irish Kings and High-Kings., Londres, Batsford, 1973 (ISBN 0-7134-5882-8)
- (en) T. M. Charles-Edwards, Early Christian Ireland, Cambridge, Cambridge University Press, 2007 (ISBN 978-0-521-36395-2)
- (en) S. J. Connoly, Oxford Companion to Irish History, Oxford, Oxford University Press, 2007 (ISBN 978-0-19-923483-7)
- (en) Dáibhí Ó Cróinín, A New History of Ireland, Oxford, Oxford University Press, 2005, 1219 p. (ISBN 0-19-821737-4)